# Општина Ароњану (Јаши)
Ароњану (рум. Aroneanu) општина је у Румунији у округу Јаши.
Oпштина се налази на надморској висини од 126 m.